# بلایس
بلایس دهستانی در استان آبیلای اسپانیا است.
در این دهستان ۲۴۹ نفر زندگی می‌کنند. مساحت این دهستان ۲۰٫۴۰ کیلومتر مربع است.